# Verbena brasiliensis
Verbena brasiliensis, de Braziliaanse verbena of Braziliaanse ijzerhard, is een bloeiende plantensoort uit de Verbenaceae. De plant is inheems in delen van Zuid-Amerika (Brazilië) maar wordt elders als invasief beschouwd. Het is een eenjarige plant met paarse bloemen, die buiten zijn oorspronkelijke verspreidingsgebied als sierplant is geïntroduceerd.
In het verleden hebben verschillende plantkundigen ten onrechte de wetenschappelijke naam van het Stijf ijzerhard, V. bonariensis, op deze soort toegepast.

## Beschrijving
Verbena brasiliensis is een rechtopstaand kruid met gekartelde bladeren en overlappende vruchten. De bloemen zijn meestal paarsachtig van kleur. Deze plant vertoont een bloeiwijze met bloemen dicht bij elkaar gegroepeerd. Het groeit als een kruid of struik. De stengels zijn ongeveer 1 meter hoog en meestal kaal van onderen en schurftachtig behaard van boven. Terwijl de onderste takken een tegengestelde opstelling vertonen, groeien de bovenste takken in een onregelmatige formatie. De stengel is bij de knooppunten licht ingedeukt. De bladeren zijn vliezig en hebben een vergroeide basis en een licht behaarde onderkant. De kelk van de bloemen is ongeveer 3 mm lang, vijflobbig en buisvormig. Nerven in de kelk strekken zich uit voorbij de lobben en vormen tanden. De achterste nerf is altijd het kortst. De bloemkroon bestaat uit samengegroeide bloemblaadjes die aan het uiteinde openstaan, en is net iets langer dan de kelk. De bloem bezit voortplantingsorganen van beide geslachten. De vrucht is een schizocarp, een soort droog fruit dat splitst als het volwassen is. Het is ingekapseld in de kelk en vrijgegeven door de kortste achterste nerf van de kelk. De nootjes zijn driehoekig in doorsnede en ongeveer 2 mm lang per stuk. Over het algemeen worden per vrucht vier nootjes geproduceerd, met twee per vruchtblad. Verbena brasiliensis reproduceert geslachtelijk via zaadproductie.
Verbena brasiliensis wordt vaak verward met Verbena litoralis omdat ze in vergelijkbare habitats voorkomen. Hun bloeiwijzen zijn echter verschillend genoeg om de soort gemakkelijk te onderscheiden. Verbena brasiliensis heeft korte en compacte stekels in open cymes, terwijl Verbena litoralis langere stekels heeft die in pluimvormige cymes zijn gerangschikt.

## Taxonomie
Verbena brasiliensis werd beschreven door Vellozo en gepubliceerd in Florae Fluminensis in 1829. Het lectotype bevindt zich in Rio de Janeiro.
Synoniemen zijn onder meer Verbena approximata Briq., Verbena brasiliensis var. brasiliensis, Verbena brasiliensis var. subglabrata Moldenke, Verbena chacensis Moldenke, Verbena hansenii Greene, Verbena isabellei Briq., Verbena litoralis f. angustifolia Chodat, Verbena litoralis var. brasiliensis (Vell.) Briq. ex Munir, Verbena litoralis f. congesta (Moldenke) Moldenke, Verbena litoralis var. congesta Moldenke, Verbena quadrangularis Vell., en Verbena paucifolia Turczaninow Bull. Soc. Imp.

## Verspreiding
Verbena brasiliensis wordt momenteel aangetroffen in veel regio's, waaronder Noord-Amerika, Oceanië, Afrika, Azië en Europa, waar het grotendeels als invasief wordt beschouwd. Verbena brasiliensis komt oorspronkelijk uit Zuid-Amerika, met name Argentinië, Bolivia, Brazilië, Chili, Columbia, Ecuador, Paraguay, Peru en Uruguay. Daar groeit het in droge omstandigheden op landbouwvelden en wordt het als een onkruid beschouwd. Op locaties waar het invasief is, groeit het goed in door de mens gecreëerde gebieden of rivieromgevingen. In de Verenigde Staten wordt de soort vooral aangetroffen in graslanden, weilanden, oeverzones, stedelijke gebieden en wetlands. De Amerikaanse staten waar de plant voorkomt zijn onder meer Oregon, Californië, Texas, Oklahoma, Missouri, Arkansas, Louisiana, Kentucky, Tennessee, Mississippi, Alabama, Georgia, Florida, South Carolina, North Carolina, Virginia en Hawaii.

## Toepassingen
Verbena brasiliensis wordt gebruikt als tuin- en sierplant. Het is binnen en grotendeels buiten zijn oorspronkelijke verspreidingsgebied gekweekt voor esthetische doeleinden.

## Dieren
Bijen worden aangetrokken door Verbena brasiliensis als bestuivers, zoals gedocumenteerd in Florida.
Verbena brasiliensis kan een voedselbron zijn voor grote zoogdieren en landvogels waarbij het  2-5% van hun dieet uitmaakt.
Euphyes bayensis is een kleine vlinder die alleen voorkomt in kruidachtige moerassen in estuariene en kusthabitats. Deze vlinder is endemisch op slechts twee locaties: één in Texas en één in Mississippi. Er is vastgesteld dat het gebruik maakt van Verbena brasiliensis als een belangrijke bron van nectar.

## Beheer
Verbena brasiliensis vormt een bedreiging voor inheemse planten omdat deze hen uit hun natuurlijke habitat kan verdringen. In het midden van het zuiden van de Verenigde Staten wordt het als aanzienlijk invasief beschouwd. In het National Forest System van de Verenigde Staten is Verbena brasiliensis verboden.
In bergecosystemen van Zuid-Afrika werd waargenomen dat invasieve Verbena brasiliensis zich jaar na jaar naar steeds grotere hoogten verspreidde, wat de veerkracht en het vermogen van de plant om zich te verspreiden en zich aan te passen aantoont.
Om de verspreiding van dit invasieve onkruid te voorkomen, wordt aanbevolen deze plant niet te kopen, verkopen of als sierdecoratie te planten vanwege de neiging zich buiten het beoogde gebied te verspreiden.
Voor het verwijderen van Verbena brasiliensis is in Zuid-Afrika het herbicide triclopyr 480 met succes op deze plant toegepast. 2,4-D is ook succesvol gebleken tegen Verbena brasiliensis.
Outstar, een mengsel van hexazinon en sulfometuron, werd getest in het zuidoosten van de Verenigde Staten, en Verbena brasiliensis bleek tolerant te zijn voor beide actieve ingrediënten.